# Maisnil-lès-Ruitz
Maisnil-lès-Ruitz település Franciaországban, Pas-de-Calais megyében. Lakosainak száma 1685 fő (2022. január 1.). Maisnil-lès-Ruitz Ruitz, Barlin, Fresnicourt-le-Dolmen, Houdain és Rebreuve-Ranchicourt községekkel határos.

## Népesség
A település népességének változása:
| Lakosok száma | 1579 | 1629 | 1670 | 1680 | 1696 | 1707 | 1698 | 1691 | 1685 |
|               | 2013 | 2015 | 2016 | 2017 | 2018 | 2019 | 2020 | 2021 | 2022 |